# Bataille de Pollentia
Déclin de l'Empire romain d'Occident
Batailles
- Pollentia (402)
- Vérone (403)
- Fiesole (405/406)
- Passage du Rhin (406)
- Mayence (406)
- Rome (410)
- Carthage (439)
- Champs Catalauniques (451)
- Rome (455)
- Sinuessa (458)
- Carthagène (460)
- Orléans (463)
- Cap Bon (468)

La bataille de la plaine de Pollentia eut lieu le 6 avril 402 (jour de Pâques) ou le 29 mars 403 à Pollenzo et opposa les Romains aux Wisigoths.

## Introduction
La bataille de Pollentia doit être considérée comme la tentative des Romains, commandés par  Stilicon, d'éloigner de l'Italie les  Wisigoths d'Alaric Ier après le saccage des villes de la plaine du Pô et le siège de Milan. 
De la Rhétie, Stilicon rentre avec des renforts libérer Milan du siège d'Alaric qui se dirige alors sur Asti. Les Wisigoths sont rejoints par l'armée romaine à proximité de Pollentia et sont battus.

## Forces en présence
Stilicon (Romains) :
- Infanterie
  - légions romaines
  - tribu barbare alliée

- Cavalerie
  - Cavalerie alliée des Alains conduite par Saul

Alaric (Wisigoths) :
- guerriers Wisigoths (infanterie et cavalerie)
- chars de ravitaillement

## Mise en place
- Stilicon place la cavalerie de Saul sur les côtés des légions.
- Les Wisigoths, chrétiens ariens, fêtent Pâques et célèbrent une messe, pensant que les Romains n'allaient pas attaquer.

## Les combats
Les combats débutent par la progression des ailes de l'armée romaine formées par les cavaliers alains commandés par Saul. Ils traversent le Tanaro et attaquent les Wisigoths qui célèbrent la messe, ce qui ne gêne en rien les Alains qui sont païens. 
La cavalerie réussit dans un premier temps à retenir les Wisigoths mais la contre-attaque des Wisigoths commandée par Alaric, au cours de laquelle Saul est tué, met en fuite les cavaliers alains. L'infanterie romaine intervient alors que, jusque-là, elle est tenue en réserve au centre du dispositif de Stilicon.
Les Romains font une manœuvre et réussissent à contourner les Wisigoths les pressant contre le mont San Vittore qui descend à pic dans le fleuve. Les hommes d'Alaric ne peuvent se retirer, bloqués par le fleuve, ils subissent de lourdes pertes avant d'être mis en déroute. Les Romains peuvent ainsi entrer dans le campement et trouver le butin des razzias réalisées par les barbares depuis la bataille d'Andrinople. Plusieurs membres de la famille d'Alaric sont capturés.
Les deux armées s'affrontent encore l'année suivante lors de la bataille de Vérone.